# Bataille de Blaye

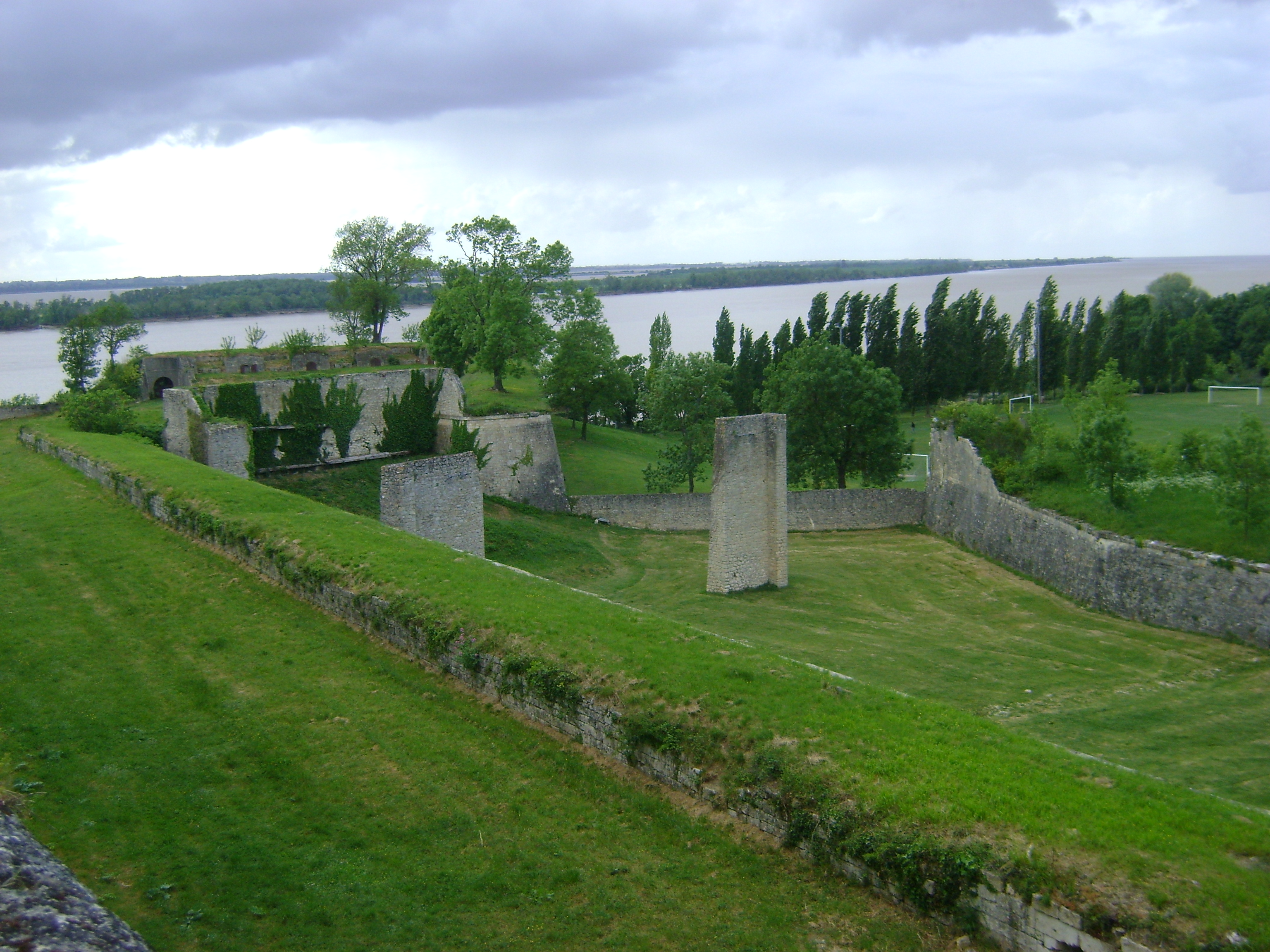
Champ de tir de la Citadelle de Blaye ; on voit, en arrière plan, l'estuaire de la Gironde.

La bataille de Blaye est une bataille navale livrée le 18 avril 1593 dans l'estuaire de la Gironde, pendant la huitième guerre de religion (1585-1598).

## Déroulement
Aux mains des Ligueurs, la ville de Blaye est assiégée par les troupes royales commandées par le maréchal de Matignon renforcées par une escadre anglaise qui en assure le blocus depuis la Gironde. De son côté, le roi d'Espagne, Philippe II, ne ménage pas son appui financier et militaire à la Ligue et c'est en exécution de ce soutien que l'amiral basque don Pedro de Zubiaur (en) et le général Juanes de Villaviciosa Lizarza remontent la Gironde à la mi-avril, à la tête d'une flotte de quinze ou seize bâtiments, afin d'affronter les Anglais. La bataille se déroule le 18 avril entre Blaye et le bec d'Ambès et se termine par la victoire des Espagnols, pourtant en nette infériorité numérique, mais qui disposent de l'avantage du vent. Six navires anglais sont détruits, dont celui de leur chef, l'amiral Houghton, qui préfère se faire sauter plutôt que de se rendre.
Le succès espagnol ne se traduit pas par la levée du siège par les troupes de Matignon qui ont tenté, pendant l'affrontement naval, d'assister leurs alliés en tirant au canon depuis la rive sur les vaisseaux ibériques. Cependant, cette victoire desserre l'étau qui étranglait la ville et soulage ses défenseurs, dirigés avec compétence et détermination par François d'Esparbès de Lussan. Le 17 juillet, Lussan mène avec la garnison une sortie victorieuse sur le camp des Royaux qui contraint ces derniers à abandonner leur entreprise. Quelque temps plus tard, Blaye finit par rejoindre le parti de Henri IV, par négociation et après que Lussan ait obtenu d'en être maintenu gouverneur.
La bataille est parfois appelée bataille du bec d'Ambès, quant aux Espagnols, ils la nomment également bataille de Bordeaux.